# Thomas Nashe
Thomas Nashe, o Nash (novembre 1567 – 1601), è stato un poeta, scrittore e drammaturgo inglese, autore di satire e pamphlet, vissuto in età elisabettiana.

## Biografia
Era figlio del pastore William Nashe e di Margaret Witchingham.
Battezzato a Lowestoft, Suffolk, si trasferì con la famiglia a West Harling, vicino a Thetford nel 1573. Intorno al 1581 Thomas frequentò il St John's College all'Università di Cambridge ottenendo una laurea nel 1586. Successivamente si trasferì a Londra e iniziò la sua carriera letteraria.
Non sembra che lo scrittore abbia mai conseguito una laurea dottorale umanistica a Cambridge e molti dei suoi biografi sostengono che egli lasciò l'università nell'estate 1588, in quanto il suo nome figura nella lista di quanti dovevano frequentare una serie di letture filosofiche in quell'anno. È evidente comunque che in quel periodo Nashe ebbe qualche problema, e probabilmente non godeva più di una buona reputazione a causa della parte che prese in uno spettacolo, Terminus et non Terminus, poco prima di abbandonare l'università.
Lasciata Cambridge, Nashe apparentemente si recò a Londra, dove il suo pamphlet Anatomia delle assurdità (The Anatomie of Absurditie) fu indicato per la pubblicazione il 19 settembre 1588, sebbene sembra sia uscito molto successivamente. Nel frattempo sembra che Nashe prese in qualche misura parte alla campagna anti-martinista a cui contribuì scrivendo opere teatrali e pamphlet e contribuendo alla stesura di lavori di altri scrittori come John Lyly. Se Nashe fosse poi l'autore del tardo pamphlet ‘'anti-Marprelate'’ An Almond for a Parrot (“Una mandorla per un pappagallo”) del 1590, attribuito in copertina ad un certo Cutbert Curry-Knave, egli racconta scherzosamente di aver incontrato Arlecchino ritornando da un viaggio a Venezia nell'estate del 1589. Comunque non esiste prova che Nashe avesse tempo o mezzi di andare all'estero e non si riferì mai, successivamente, ad un suo viaggio nella città lagunare.
A Londra Nashe iniziò a frequentare Robert Greene, e la loro amicizia lo condusse ad una lunga contesa letteraria con Gabriel Harvey, a cui Nashe deve molta della sua reputazione. Essa nacque dall'attacco postumo di Harvey a Robert Greene, il quale venne difeso da Nashe che rilanciò con l'offesa a Harvey perché figlio di un cordaio. Un brano, Have With You to Saffron-Walden, del 1596 fu ironicamente dedicato a Richard Lichfield, un barbiere di Cambridge, e fu replicato da Lichfield in un opuscolo chiamato The Trimming of Thomas Nashe, (“La rifinitura di Thomas Nashe”) del 1597.  Questo pamphlet conteneva anche una cruda incisione che ritraeva Nashe, mostrato come un uomo malamente abbigliato ed in catene.
Egli rimase a Londra, eccetto periodiche visite in campagna per evitare le pestilenze e, nel 1597, dopo la soppressione di The Isle of Dogs (“L'isola dei cani”), scritto con Ben Jonson, questi fu incarcerato e Nashe riuscì a rifugiarsi a Great Yarmouth prima di ritornare nella capitale.
Era in vita nel 1599, quando fu pubblicato il suo ultimo lavoro conosciuto Nashe's Lenten Stuffe (“Il piatto di Quaresima di Nashe”), e morì intorno al 1601, quando fu ricordato in un verso latino di Charles Fitzjeoffrey nel suo Affaniae.

## Opere
- 1589 Anatomia delle assurdità (The Anatomy of Absurdity)
- 1590 Preface to Greene's Menaphon
- 1590 An Almond for a Parrot
- 1592 Pierce Penniless
- 1592 Summer's Last Will (opera teatrale recitata nel 1592, e pubblicata nel 1600)
- 1592 Strange News (Strane Notizie)
- 1593 Christ's Tears over Jerusalem (Le lacrime di Cristo su Gerusalemme)
- 1594 Terrors of the Night (Terrori della notte)
- 1594 The Unfortunate Traveller (Il viaggiatore sfortunato)
- 1596 Have with You to Saffron Walden
- 1597 The Isle of Dogs (perduta)
- 1599 Nashe's Lenten Stuff

A lui è anche attribuito il poema erotico The Choice of Valentines ed il suo nome appare sulla copertina dell'opera di Christopher Marlowe Didone, regina di Cartagine, sebbene ci sia incertezza su quale fu il contributo di Nashe.